# Парфянский язык
Парфя́нский язы́к — мёртвый иранский язык северо-западной подгруппы, распространённый в области Парфии (нын. Хорасан). Парфянский язык был государственным языком Парфянской империи Аршакидов и ранних Сасанидов (248 год до н. э. — 224 г. н. э.), один из основных языков проповеди и литературы в манихейских общинах Центральной Азии. Также был языком одноименных ветвей династии Аршакидов в Армении, династии Аршакидов в Иберии и династии Аршакидов в Кавказской Албании.

## Классификация
Языковой контакт сделал его разделяющим некоторые черты восточно-иранской языковой группы, влияние которых проявляется в основном в заимствованных словах. Некоторые следы восточного влияния сохранились в парфянских заимствованиях в армянском языке. Парфянские заимствования встречаются в повседневном армянском лексиконе; существительные, прилагательные, наречия, именные глаголы, а также административная и религиозная лексика.

## Письменность
Парфянский язык использовал систему письма Пехлеви, который имел две основные характеристики:
1. его письменность была развита из арамейской[4].
2. в нём было много арамейских слов, представленных в виде идеограмм или логограмм, то есть они были написаны арамейскими словами, но понимались как парфянские.

Парфянский язык был языком старой сатрапии Парфии и использовался при дворе Аршакидов. Основными источниками для изучения парфянского языка являются несколько сохранившихся надписей из Нисы и Гекатомпила, манихейские тексты, многоязычные сасанидские надписи и остатки парфянской литературы на последующем среднеперсидском языке. Среди них манихейские тексты, составленные вскоре после падения парфянской власти, играют важную роль в реконструкции парфянского языка. Эти манихейские рукописи не содержат идеограмм.

## Образцы
Образец парфянской литературы взят из фрагмента манихейского текста:
| Парфянский язык | Русский язык |
| --- | --- |
| Āγad hēm Parwān-Šāh, u-m wāxt ku: Drōd abar tō až yazdān. Šāh wāxt ku: Až ku ay? – Man wāxt ku: Bizišk hēm až Bābel zamīg. [...] ud pad hamāg tanbār hō kanīžag društ būd. Pad wuzurg šādīft ō man wāxt ku: Až ku ay tū, man baγ ud anžīwag? | Я пришел к Парван-шаху и сказал: «Благословения тебя от богов (в почтительном множественном числе)!» Шах сказал: «Откуда ты?» Я сказал: «Я врач из земли Вавилон». [Отсутствует фрагмент, в котором Мани, кажется, описывает свое чудесное исцеление служанки шаха] и во всем теле служанка «снова стала здоровой». В великой радости она сказала мне: «Откуда ты, мой господин и спаситель?» |

### Отличия от среднеперсидского
Хотя парфянский язык во многих аспектах был очень похож на среднеперсидский, мы всё же можем наблюдать явные различия в лексических, морфологических и фонологических формах. В приведенном выше тексте можно отметить следующие формы:
- ⟨āγad⟩ — пришел вместо среднеперсидского ⟨āyad⟩.
- ⟨wāxt⟩ — сказал, вместо ⟨gōft⟩. Эту форму глагола «сказать» всё ещё можно найти во многих современных северо-западных иранских языках, например, мазандеранский ⟨vātεn⟩, зазаки ⟨vatış; vaten⟩ или в сорани (wotin). Он также распространен в тати и талышском, но не в гилякском и курманджи.
- ⟨až⟩ — от вместо ⟨az⟩. Обратите внимание также на ⟨kanīžag⟩, служанка, вместо ⟨kanīzag⟩ и даже на ⟨društ⟩, здоровый, вместо ⟨drust⟩. Передача персидского звука /z/ как /ʒ/, /tʃ/ как /dʒ/ также очень распространена в сегодняшних северо-западных иранских языках.
- ⟨ay⟩ —  тебе (ед. числе), а не ⟨hē⟩.
- ⟨zamīg⟩ — земля, вместо ⟨zamīn⟩. Форма ⟨zamīg⟩ встречается в белуджском языке. Форма ⟨zamin⟩ встречается в персидском языке.
- ⟨hō⟩ — то , вместо ⟨(h)ān⟩.
- Абстрактивный именной суффикс ⟨-īft⟩ вместо ⟨-īh⟩, как в ⟨šādīft⟩ — радость, среднеперсидский ⟨šādīh⟩.Другие заметные различия, не найденные в приведенном выше тексте, включают личное местоимение ⟨az⟩ — я вместо ⟨an⟩ и корень настоящего времени глагола ⟨kardan⟩, делать , ⟨kar-⟩ вместо среднеперсидского ⟨kun-⟩. Кроме того, среднеперсидская частица, связывающая частицу и относительное местоимение ⟨ī (g)⟩, отсутствовала в парфянском, но относительное местоимение ⟨čē⟩ — что, использовалось аналогичным образом[8].